# Jelena Koezmina (basketballer)
Jelena Vasilevna Koezmina (Russisch: Елена Васильевна Кузьмина; geboortenaam: Пшикова; Psjikova) (Naltsjik, 8 januari 1986) is een Russisch basketbalspeelster die uitkomt voor het nationale team van Rusland. Ze kreeg de onderscheiding Meester in de sport van Rusland. Op 27 februari 1997 legde Koezmina een record vast om het Landskampioenschap van Rusland. Ze scoorde de meeste punten in één wedstrijd (52 punten gescoord in de uitwedstrijd Oeralmasj tegen de SKA Samara).

## Carrière
Koezmina begon haar carrière bij Dinamo Wolgograd in 1990. In 1992 stapte ze over naar Oeralmasj Jekaterinenburg. In 1998 ging Koezmina spelen voor USV Olympic in Frankrijk. Ze behaalde twee keer zilver. In 2000 ging Koezmina spelen voor Dinamo Moskou. Met die club won Koezmina één keer het Landskampioenschap van Rusland in 2001. In 2002 keerde Koezmina terug naar UMMC Jekaterinenburg. Met deze club won ze haar tweede landskampioenschap van Rusland in 2003. Ook won Koezmina de EuroLeague Women. Ze wonnen van Koezmina's oude club, USV Olympic, met 82-80. Na het seizoen stopte ze met basketbal.
Met Rusland werd ze 5e in 1996 en 6e in 2000 op de Olympische Spelen en won zilver op het Wereldkampioenschap in 1998.

## Privé
In het najaar van 2001 trouwde Jelena met een zakenman Dmitri Koezmin. Haar naam veranderde van Psjikova in Koezmina. In 2002 kreeg ze een dochter en in 2006 een zoon.

## Erelijst
- Landskampioen Rusland: 2
  - Winnaar: 2001, 2003
  - Tweede: 1997
  - Derde: 1994, 1996, 1998
- Landskampioenschap Frankrijk:
  - Tweede: 1999, 2000
- EuroLeague Women: 1
  - Winnaar: 2017
- Wereldkampioenschap:
  - Zilver: 1998